# Unione Sportiva Ravenna 1988-1989
Questa pagina raccoglie le informazioni riguardanti l'Unione Sportiva Ravenna nelle competizioni ufficiali della stagione 1988-1989.

## Stagione
Nella stagione 1988-1989 il Ravenna ha disputato il girone B del campionato di Serie C2, piazzandosi in nona posizione in classifica con 32 punti. Il torneo è stato vinto con 48 punti dal Chievo Verona che è stato promosso in Serie C1, la seconda promossa è stato il neopromosso Carpi che ha ottenuto 45 punti. La squadra giallorossa ha iniziato la stagione con il confermato Gilberto Alvoni in panchina, il campionato inizia con un sonante (3-0) al Legnano, poi arrivano alcuni risultati negativi, viene sollevato il tecnico dall'incarico, e tenuto a battesimo Guido Quadrelli, che dopo essersi distinto qualche anno prima in campo con la maglia del Ravenna, ha messo le vesti di allenatore, nel sostituire Alvoni in questa stagione, riuscendo a traghettare la squadra verso una tranquilla salvezza. A livello societario si è chiuso il ciclo triennale di Giuseppe Cannillo, il nuovo presidente del Ravenna è Leonardo Sisti, un imprenditore bolognese, con interessi commerciali in Calabria. 
Nella Coppa Italia di Serie C la squadra romagnola ha disputato, prima del campionato, il girone H di qualificazione, vinto dalla Spal che ha raggiunto i sedicesimi di finale, il Ravenna non ha vinto nessuna partita, pareggiandone cinque.

## Rosa
| N. |                   | Ruolo | Calciatore         |
| -- | ----------------- | ----- | ------------------ |
|    | Italia (bandiera) | D     | Daniele Baldi      |
|    | Italia (bandiera) | C     | Giuliano Belluzzi  |
|    | Italia (bandiera) | C     | Silvio Budellacci  |
|    | Italia (bandiera) | D     | Loreno Cassia      |
|    | Italia (bandiera) | A     | Giancarlo D'Angelo |
|    | Italia (bandiera) | D     | Ugo Dragone        |
|    | Italia (bandiera) | A     | Igino Emidi        |
|    | Italia (bandiera) | D     | Luigi Falco        |
|    | Italia (bandiera) | D     | Mirco Fantini      |
|    | Italia (bandiera) | C     | Alfredo Fulvi      |
|    | Italia (bandiera) | D     | Fabio Fusconi      |
|    | Italia (bandiera) | C     | Antonio Galasso    |

| N. |                   | Ruolo | Calciatore          |
| -- | ----------------- | ----- | ------------------- |
|    | Italia (bandiera) | A     | Antonino Gambino    |
|    | Italia (bandiera) | D     | Gianluca Lami       |
|    | Italia (bandiera) | A     | Biagio Lombardi     |
|    | Italia (bandiera) | C     | Mauro Marmaglio     |
|    | Italia (bandiera) | A     | Leonardo Morucci    |
|    | Italia (bandiera) | P     | Cesidio Oddi        |
|    | Italia (bandiera) | C     | Paolo Ottavi        |
|    | Italia (bandiera) | C     | Roberto Santini     |
|    | Italia (bandiera) | D     | Giuseppe Spampinato |
|    | Italia (bandiera) | A     | Maurizio Strippoli  |
|    | Italia (bandiera) | D     | Vincenzo Tagliente  |
|    | Italia (bandiera) | P     | Carlo Tomasetti     |

## Risultati

### Campionato

#### Girone di andata
| Arbitro: | Florio (Vasto) |

|                                     |           |  |
| Galasso 23’ Morucci 37’ Gambino 57’ | Marcatori |  |

| Arbitro: | Rossignoli (Firenze) |

|                                   |           |  |
| Foti 26’ Pasquino 50’ Sottini 73’ | Marcatori |  |

| Ravenna 23 settembre 1988 3ª giornata | Ravenna          | 0 – 0 | Forlì | Stadio Bruno Benelli\| Arbitro: \| Griffo (Palermo) \| |
| Arbitro:                              | Griffo (Palermo) |       |       |                                                        |

| Suzzara 2 ottobre 1988 4ª giornata | Suzzara             | 0 – 0 | Ravenna | Stadio Comunale\| Arbitro: \| Scarcelli (Cosenza) \| |
| Arbitro:                           | Scarcelli (Cosenza) |       |         |                                                      |

| Arbitro: | Destro (Novi Ligure) |

|                                          |           |  |
| Aguzzoli 5’ Baldi 11’ (aut.) Viviani 34’ | Marcatori |  |

| Ravenna 16 ottobre 1988 6ª giornata | Ravenna         | 0 – 0 | Varese | Stadio Bruno Benelli\| Arbitro: \| Limone (Torino) \| |
| Arbitro:                            | Limone (Torino) |       |        |                                                       |

| Arbitro: | Lattuada (Legnano) |

|                 |           |  |
| Gava 33’ (rig.) | Marcatori |  |

| Arbitro: | Nepi (Ascoli Piceno) |

|             |           |              |
| Morucci 68’ | Marcatori | 13’ Salomone |

| Arbitro: | Moretti (Cosenza) |

|              |           |            |
| Solimeno 65’ | Marcatori | 10’ Ottavi |

| Arbitro: | Montesano (Napoli) |

|                                                |           |                |
| Bonavina 22’ (aut.) Lombardi 80’ Strippoli 83’ | Marcatori | 15’ Verdicchio |

| Arbitro: | Montalcini (Crotone) |

|                              |           |             |
| M. Filippini 30’ Girelli 34’ | Marcatori | 66’ Galasso |

| Ravenna 27 novembre 1988 12ª giornata | Ravenna                | 0 – 0 | Chievo | Stadio Bruno Benelli\| Arbitro: \| Conocchiari (Macerata) \| |
| Arbitro:                              | Conocchiari (Macerata) |       |        |                                                              |

| Arbitro: | Di Pilato (Bergamo) |

|                                          |           |                                           |
| Budelacci 11’ Lombardi 39’ Strippoli 56’ | Marcatori | 21’ Cavestro 53’ Bortoluzzi 63’ Marchesan |

| Arbitro: | Moretti (Cosenza) |

|                                    |           |            |
| Gatti 7’ Garbelli 78’ C. Rossi 82’ | Marcatori | 77’ Cassia |

| Ravenna 18 dicembre 1988 15ª giornata | Ravenna            | 0 – 0 | Sassuolo | Stadio Bruno Benelli\| Arbitro: \| Salerno (Acireale) \| |
| Arbitro:                              | Salerno (Acireale) |       |          |                                                          |

| Arbitro: | Moro (San Donà di Piave) |

|           |           |               |
| Tolasi 6’ | Marcatori | 45’ Strippoli |

| Ravenna 8 gennaio 1989 17ª giornata | Ravenna           | 0 – 0 | Ospitaletto | Stadio Bruno Benelli\| Arbitro: \| Bertocci (Genova) \| |
| Arbitro:                            | Bertocci (Genova) |       |             |                                                         |

#### Girone di ritorno
| Arbitro: | Dinelli (Lucca) |

|                           |           |             |
| Tirapelle 72’ Murgita 87’ | Marcatori | 55’ Galasso |

| Arbitro: | Di Pilato (Bergamo) |

|             |           |  |
| Dragone 90’ | Marcatori |  |

| Forlì 5 febbraio 1989 20ª giornata | Forlì               | 0 – 0 | Ravenna | Stadio Tullo Morgagni\| Arbitro: \| Gaviraghi (Seregno) \| |
| Arbitro:                           | Gaviraghi (Seregno) |       |         |                                                            |

| Arbitro: | Montalcini (Crotone) |

|             |           |  |
| Galasso 35’ | Marcatori |  |

| Ravenna 19 febbraio 1989 22ª giornata | Ravenna             | 0 – 0 | Carpi | Stadio Bruno Benelli\| Arbitro: \| G. Baldas (Trieste) \| |
| Arbitro:                              | G. Baldas (Trieste) |       |       |                                                           |

| Arbitro: | Magliulo (Torre Annunziata) |

|  |           |              |
|  | Marcatori | 80’ Lombardi |

| Ravenna 12 marzo 1989 24ª giornata | Ravenna        | 0 – 0 | Novara | Stadio Bruno Benelli\| Arbitro: \| Rossi (Rovigo) \| |
| Arbitro:                           | Rossi (Rovigo) |       |        |                                                      |

| Treviso 19 marzo 1989 25ª giornata | Treviso         | 0 – 0 | Ravenna | Stadio Omobono Tenni\| Arbitro: \| Forte (Marsala) \| |
| Arbitro:                           | Forte (Marsala) |       |         |                                                       |

| Ravenna 25 marzo 1989 26ª giornata | Ravenna        | 0 – 0 | Pro Sesto | Stadio Bruno Benelli\| Arbitro: \| Pala (Alghero) \| |
| Arbitro:                           | Pala (Alghero) |       |           |                                                      |

| Arbitro: | Curotti (Piacenza) |

|                            |           |  |
| Tiberio 4’ Pistis 19’, 55’ | Marcatori |  |

| Arbitro: | Costamagna (Torino) |

|                                             |           |  |
| Lombardi 17’, 73’ Morucci 51’ Strippoli 86’ | Marcatori |  |

| Arbitro: | G. Baldas (Trieste) |

|                  |           |           |
| Fiorio 6’ (rig.) | Marcatori | 33’ Baldi |

| Arbitro: | Del Giudice (Napoli) |

|  |           |             |
|  | Marcatori | 82’ Galasso |

| Arbitro: | Borsetti (Cagliari) |

|                         |           |              |
| Galasso 1’ Lombardi 68’ | Marcatori | 86’ Garbelli |

| Arbitro: | Carozzi (Alessandria) |

|                                       |           |             |
| D'Agostino 8’ Briga 35’ Paraluppi 82’ | Marcatori | 1’ Lombardi |

| Arbitro: | Dinelli (Lucca) |

|  |           |                |
|  | Marcatori | 63’ De Giorgis |

| Arbitro: | Rossi (Rovigo) |

|                         |           |  |
| Strada 15’ Castelli 75’ | Marcatori |  |

### Coppa Italia

#### Girone H
| Arbitro: | Copercini (Parma) |

|           |           |              |
| Fulvi 30’ | Marcatori | 40’ Polidori |

| Forlimpopoli 24 agosto 1988 2ª giornata | Forlì               | 0 – 0 | Ravenna | Stadio Comunale\| Arbitro: \| G. Baldas (Trieste) \| |
| Arbitro:                                | G. Baldas (Trieste) |       |         |                                                      |

| Ravenna 28 agosto 1988 3ª giornata | Ravenna                        | 0 – 0 | SPAL | Stadio Bruno Benelli\| Arbitro: \| Benazzoli (Bassano del Grappa) \| |
| Arbitro:                           | Benazzoli (Bassano del Grappa) |       |      |                                                                      |

| Arbitro: | Gazzetta (Mestre) |

|                                           |           |                                                           |
| Lucchi 47’ Cinquetti 49’, 67’ F. Pari 82’ | Marcatori | 51’ (rig.) Gambino 60’ Galasso 65’ Tagliente 87’ Lombardi |

| Ravenna 4 settembre 1988 5ª giornata | Ravenna        | 0 – 0 | Forlì | Stadio Bruno Benelli\| Arbitro: \| Pala (Alghero) \| |
| Arbitro:                             | Pala (Alghero) |       |       |                                                      |

| Arbitro: | Risetti (Voghera) |

|                                            |           |            |
| Cicconi 17’ Primizio 18’ Ottavi 33’ (aut.) | Marcatori | 7’ Gambino |